# Мала архітектурна форма

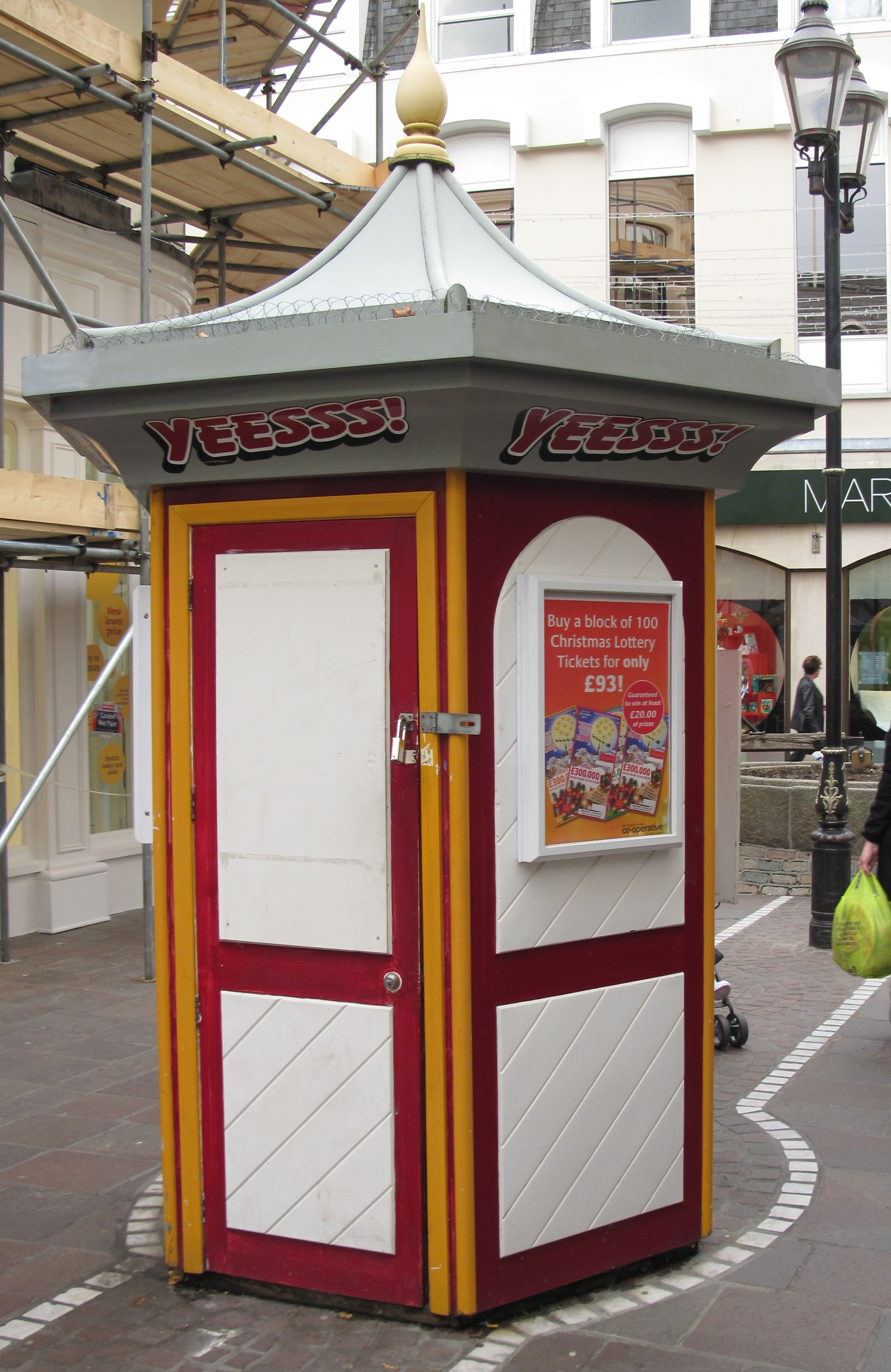
Мала архітектурна форма — лотерейний кіоск на острові Джерсі.

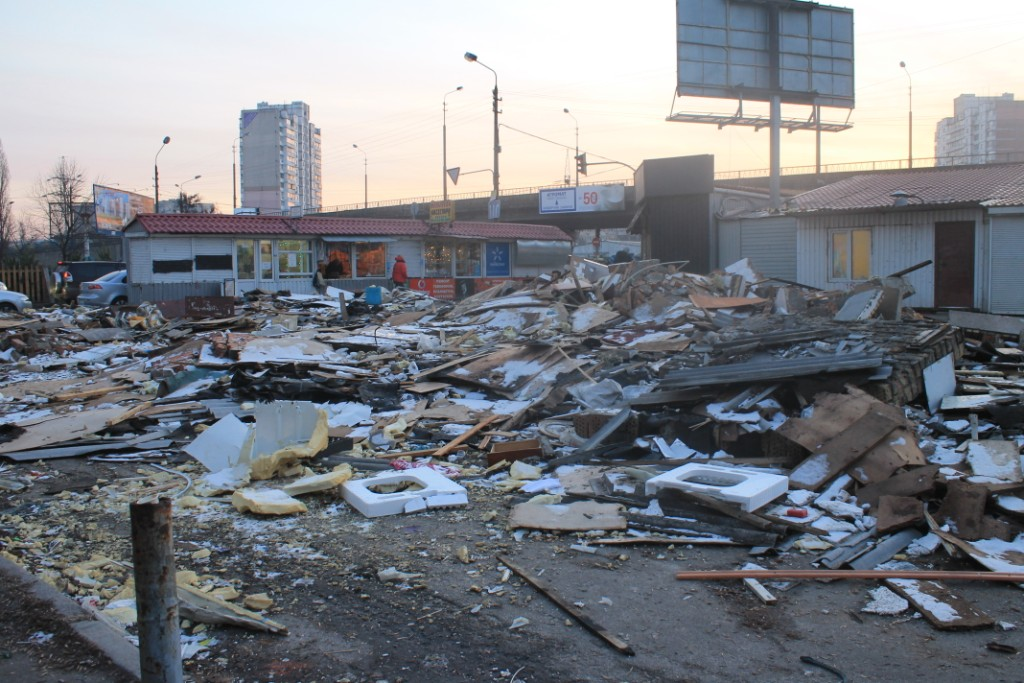
Знесення МАФів, Київ

Мала архітектурна форма (МАФ), мала архітектура — об'єкти обладнання та благоустрою території, які задовольняють утилітарні та естетичні потреби людини.

## Законодавство України
У законодавстві України мала архітектурна форма визначається як невелика одноповерхова пересувна споруда, яка не має закритого приміщення для тимчасового перебування людей, або стаціонарна споруда, яка має закрите приміщення для тимчасового перебування людей і по зовнішньому контуру має площу до 30 м², яка виконується із полегшених конструкцій і встановлюється тимчасово без улаштування фундаментів.
Мала архітектурна форма — невелика споруда декоративного, допоміжного чи іншого призначення, що використовується для покращення естетичного вигляду громадських місць і міських об'єктів, організації простору та доповнює композицію будинків, будівель, їхніх комплексів.

## Приклади малих архітектурних форм
До малих архітектурних форм належать:
1. альтанки, павільйони, навіси;
2. паркові арки (аркади) і колони (колонади);
3. вуличні вази, вазони і амфори;
4. декоративні фонтани і басейни, штучні паркові водоспади;
5. монументальна, декоративна та ігрова скульптура;
6. вуличні меблі (лавки, лави, столи);
7. садово-паркове освітлення, ліхтарі;
8. сходи, балюстради;
9. паркові містки;
10. обладнання дитячих ігрових майданчиків;
11. павільйони зупинок громадського транспорту;
12. огорожі, ворота, ґрати;
13. меморіальні споруди (надгробки, стели, обеліски тощо);
14. рекламні та інформаційні стенди, дошки, вивіски;
15. інші об'єкти, визначені законодавством.

## Класифікація за призначенням

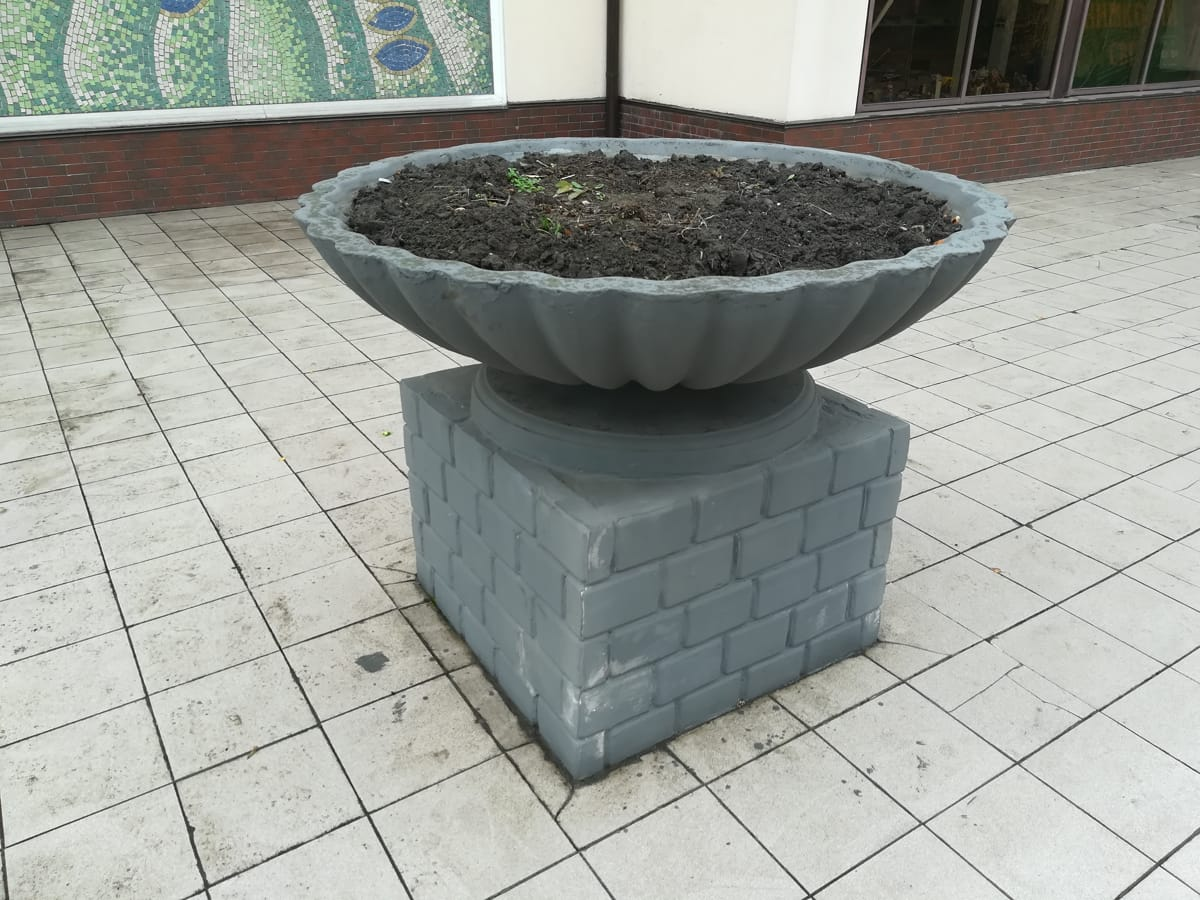
Вулична ваза. Будинок культури м. Василькова

У залежності від функціонального призначення малі архітектурні форми поділяють:
- малі архітектрурні споруди (павільйони, кіоски)
- інженерно-господарче обладнання (трансформаторні підстанції, вентиляційні шахти, телефонні будки, торговельні автомати)
- обладнання для відпочинку (паркові лави, альтанки, перголи, ліхтарі, дитячі майданчики)
- декоративно-пластичні форми (фонтани, паркова скульптура, басейни)
- засоби візуальної інформації (світлове табло, світлофори, білборди)

## Вимоги до сучасних МАФів
Для сучасних МАФів уже недостатньо простого призначення по виконанню простих функцій торгового місця. По задуму містобудівних проектних організацій, вони повинні нести додаткову функцію щодо поліпшення архітектурного ансамблю будь-якого мікрорайону або окремої вулиці.